# Victor Spinei
Victor Spinei (Lozova, Rumania, hoy Moldavia, 26 de octubre de 1943) es un historiador y arqueólogo rumano, profesor emérito de la Universidad Alexandru Ioan Cuza de Iași, miembro y vicepresidente de la Academia Rumana.
Es un especialista en la historia de Rumanía y del pueblo rumano en la Alta y Baja Edad Media, la historia de los pueblos nómadas en la Europa Orientaly Sudoriental en este periodo, y la producción y circulación de objetos de culto en esas regiones en la Edad Media.

## Biografía

### Educación
En 1961 Spinei se graduó del Colegio Nacional Costache Negruzzi. En 1966 obtuvo el Bachillerato de Ciencias en Historia y Filosofía de la Universidad Alexandru Ioan Cuza University, tras lo que se especializó en el Instituto de Prehistoria y Arqueología Histórica de la Universidad del Sarre (1973–1974). En 1977 obtuvo un doctorado del Instituto de Historia Nicolae Iorga de Bucarest, asesorado por Ștefan Ștefănescu (inicialmente bajo Ion Nestor en la universidad de Bucarest).

### Carrera
Entre 1966 y 1990, Spinei fue investigador en el Instituto de Historia y Arqueología A.D. Xenopol de la Academia Rumana de Iași. La sección de arqueología se escindió en 1990, formando el Instituto de Arqueología de Iași (igualmente bajo la égida de la Academia Rumana), en el que Spinei continuó su labor hasta 2012. Fue director del Instituto de Arqueología de Iași entre 2003 y 2011, y es director honorario del mismo desde 2014. Desde 2015 es miembro correspondiente del Instituto Arqueológico Alemán.
Desde 1990 es miembro del cuerpo docente de la Universidad Alexandru Ioan Cuza de Iași. También ha sido profesor invitado en la Universidad Libre de Berlín (Institut für Prähistorische Archäologie), la Universidad de Maguncia (Historisches Seminar), la Universidad de Constanza (Fachbereich: Geschichte und Soziologie), la Universidad de Friburgo (Institut für Archäologische Wissenschaften / Fachbereich: Frühgeschichtliche Archäologie und Archäologie des Mittelalters), y la Universidad Estatal de Moldavia en Chișinău.
Entre 2001 y 2015 Spinei fue miembro correspondiente de la Academia Rumana; se convirtió en miembro titular de la Academia el 5 de julio de 2015, y fue elegido vicepresidente el 27 de noviembre de 2015.
Es miembro de varios consejos editoriales, como Arheologia Moldovei, Dacia, Historia Urbana, Studii și Cercetări de Istorie Veche și Arheologie, Res Historica y Acta Euroasiatica; también fundó y coordina varias series de libros académicos publicadas por la Universidad Alexandru Ioan Cuza y la Academia Rumana.
Desde 2012 fue miembro de la Comisión de Historia y Estudios Culturales del Consejo Nacional Rumano de Certificación de Títulos, Diplomas y Certificados Universitarios.

## Premios
- Premio Nicolae Iorga de la Academia Rumana (1982).
- Doctor honoris causa de la Universidad Estatal de Moldavia, Chișinău (2012).[6][7]
- Profesor Emérito de la Universidad Alexandru Ioan Cuza de Iași (2012).[8]
- Orden de la Estrella de Rumania, grado de caballero (2017)[9]

## Selección de obras
El profesor Spinei es autor de las siguientes monografías:

### En rumano
- Moldova în secolele XI-XIV. Bucarest: Editura Științifică și Enciclopedică, 1982.
- Realități etnice și politice în Moldova Meridională în secolele X-XIII. Români și turanici. Iași:, Editura Junumea, 1985.
- Marile migrații din estul și sud-estul Europei în secolele IX-XIII. Iași: Editura Institutului European, 1999.

### En inglés
- Moldavia in the 11th-14th Centuries. Bucarest: Editura Academiei Române, 1986.
- The Great Migrations in the East and South East of Europe from the Ninth to the Thirteenth Century, 1ª ed.: Cluj-Napoca: Instituto Cultural Rumano, 2003, ISBN 9789738589452; 2ª ed.: Ámsterdam: Hakkert Publisher, 2006. ISBN 90-256-1207-5 (volume 1) y ISBN 90-256-1214-8 (volume 2).
- The Romanians and the Turkic Nomads North of the Danube Delta from the Tenth to the Mid-Thirteenth Century. Leiden–Boston: Brill, 2009. ISBN 978-90-04-17536-5.

### En francés
- Les Princes Martyrs Boris et Gleb. Iconographie et Canonisation. Oxford: Archaeopress, 2011. ISBN 978-1-4073-0902-6.
- Mongolii și românii în sinteza de istorie ecleziastică a lui Tholomeus din Lucca /  Les Mongols et les Roumains dans la synthèse d’histoire ecclesiastique de Tholomeus de Lucca. Iași: Editura Universității “Al. I. Cuza”, 2012. ISBN 978-973-703-737-4.